# Pouillot d'Ijima
Phylloscopus ijimae
Espèce
Statut de conservation UICN

 VU C2a(ii) : Vulnérable
Le Pouillot d'Ijima (Phylloscopus ijimae) est une espèce de passereaux appartenant à la famille des Phylloscopidae endémique du Japon.

## Nomenclature et taxinomie
Le nom d'espèce du Pouillot d'Ijima a été créée par l'ornithologue américain Stejneger, probablement pour honorer le biologiste japonais Iijima Isao (1861-1921). C'est une espèce monotypique.

## Morphologie
Le Pouillot d'Ijima oiseau mesure entre 10 et 12 cm de longueur.

## Répartition
Ce pouillot ne niche que dans l'archipel d'Izu, dans le Sud du Japon et dans l'île Nakano dans l'archipel des Tokara. On ne l'a rencontré, en période d'hivernage, que sur l'île de Luçon aux Philippines ainsi qu'à Taïwan.

## Statut
Dans l'archipel d'Izu, il était commun localement dans l'île d'Ōshima où il est devenu rare en raison de la disparition progressive des forêts naturelles, et il se raréfie également dans l'île de Miyake où son habitat est pourtant protégé, peut-être en raison de la destruction de ses zones d'hivernage aux Philippines.